# Argelato
Argelato is een gemeente in de Italiaanse metropolitane stad Bologna (regio Emilia-Romagna) en telt 9317 inwoners (31-12-2004). De oppervlakte bedraagt 35 km², de bevolkingsdichtheid is 248 inwoners per km².
De volgende frazioni maken deel uit van de gemeente: Casadio, Funo, Volta Reno.

## Geografie
De gemeente ligt op ongeveer 25 meter boven zeeniveau.
Argelato grenst aan de volgende gemeenten: Bentivoglio, Castel Maggiore, Castello d'Argile, Sala Bolognese, San Giorgio di Piano.
Alto Reno Terme · Anzola dell'Emilia · Argelato · Baricella · Bentivoglio · Bologna · Borgo Tossignano · Budrio · Calderara di Reno · Camugnano · Casalecchio di Reno · Casalfiumanese · Castel Guelfo di Bologna · Castel Maggiore · Castel San Pietro Terme · Castel d'Aiano · Castel del Rio · Castel di Casio · Castello d'Argile · Castenaso · Castiglione dei Pepoli · Crevalcore · Dozza · Fontanelice · Gaggio Montano · Galliera · Granarolo dell'Emilia · Grizzana Morandi · Imola · Lizzano in Belvedere · Loiano · Malalbergo · Marzabotto · Medicina · Minerbio · Molinella · Monghidoro · Monte San Pietro · Monterenzio · Monzuno · Mordano · Ozzano dell'Emilia · Pianoro · Pieve di Cento · Sala Bolognese · San Benedetto Val di Sambro · San Giorgio di Piano · San Giovanni in Persiceto · San Lazzaro di Savena · San Pietro in Casale · Sant'Agata Bolognese · Sasso Marconi · Valsamoggia · Vergato · Zola Predosa
- Library of Congress Control Number: n95070365
- Nationale Bibliotheek van Israël: 987007531150905171
- Système universitaire de documentation: 153653353
- Virtual International Authority File: 140880945

1. ↑  https://demo.istat.it/?l=it.